# Míriam Nogueras
Míriam Nogueras i Camero (Dosrius, 11 de mayo de 1980) es una empresaria textil[cita requerida] y política española del partido Junts per Catalunya, que ejerce actualmente como diputada y portavoz de dicho partido en el Congreso de los Diputados.

## Trayectoria
Es copropietaria de una empresa del sector textil especializada en hilaturas[cita requerida]. Es miembro del Círculo Catalán de Negocios (Cercle Català de Negocis; CCN) colectivo empresarial nacionalista catalán, y de la Junta de ASECIEMA y de MODACC (Clúster Textil Moda Cataluña). También forma parte de la plataforma No vullpagar.cat, movimiento antipeajes de las autopistas en Cataluña.
En las elecciones municipales españolas de 2015 fue elegida concejala del ayuntamiento de Cardedeu como independiente en las listas de Convergencia Democrática de Cataluña. Posteriormente fue elegida diputada independiente dentro de la lista de Democràcia i Llibertat a en las elecciones generales de España de 2015 y fue portavoz de la Comisión de Defensa.
Fue una de las candidatas a la ejecutiva del nuevo Partido Demócrata Europeo Catalán (PDeCAT) tras su fundación en el año 2016, pero finalmente no resultó elegida. Tras ello, fue elegida como vicepresidenta del PDeCAT en 2018.
En el año 2020, la separación entre el Partido Demócrata Europeo Catalán y el partido Junts per Catalunya (Junts) llevó a Míriam Nogueras a dimitir de su cargo de vicepresidenta del PDeCAT, pasando a Junts.
Elegida diputada en la XIII y XIV legislaturas del Congreso de los Diputados por Barcelona, tras la dimisión de Laura Borràs como diputada y portavoz de Junts per Catalunya en el Congreso para presentarse a las elecciones al Parlamento de Cataluña de 2021, pasó a ocupar la portavocía del partido independentista.
Defensora del independentismo catalán, muestra un perfil político beligerante. En febrero de 2023, en una rueda de prensa, retiró la bandera de España del estrado en el Congreso. 
Está casada con un piloto de helicópteros de emergencias, con quien tiene dos hijos, nacidos en 2009 y 2011.